# تنغ تلخ شميلان (أبو الفارس)
تنغ تلخ شميلان (بالفارسية: تنگ‌تلخ شمیلان) هي منطقة سكنية تقع في إيران في قسم أبو الفارس الريفي. يقدر عدد سكانها بـ 76 نسمة .